# Jyrki Katainen
Jyrki Tapani Katainen, född 14 oktober 1971 i Siilinjärvi, är en finsk politiker. Han var Finlands EU-kommissionär mellan juli 2014 och november 2019 Katainen var ledare för Samlingspartiet från 2004 till 2014, Finlands finansminister från 2007 till 2011 och statsminister från 2011 till 2014.

## Politisk karriär
Katainen har en bakgrund inom ungdoms-, kommunal- och landskapspolitik. Han är sedan 2004 ordförande för Samlingspartiet och har haft posten som Finlands finansminister och statsministerns ställföreträdare, både i Matti Vanhanens andra regering och i den efterföljande regeringen Kiviniemi. Samlingspartiet valde Katainen till denna post efter partiets framgångar i riksdagsvalet 2007. Katainen är även riksdagsledamot sedan 1999.

### Statsminister
Efter långa förhandlingar som följde på riksdagsvalet 2011 kunde medlemmarna av Katainens regering presenteras den 18 juni 2011 och tillträda den 22 juni.
Med starten av hans tid som statsminister, och även innan det har Katainen starkt stött EU-samarbetet och dess räddningsaktioner för krisdrabbade europeiska länder, främst Grekland, och har fått ta emot både beröm och kritik från sina medborgarna. En annan viktig sak som hans regering planer att genomföra är den kommunala reformen. Målet är att minska mängden kommuner från 336 till ungefär en tredjedel av de som finns nu fram till år 2015.
Den 22 oktober 2012 anfölls Katainen av en knivbeväpnad man, som genast greps av Katainens säkerhetsvakter. Katainen skadades inte i samband med incidenten.
I april 2014 meddelade Katainen att han skulle avgå som statsminister och som Samlingspartiets partiordförande i juni 2014. Han efterträddes av Alexander Stubb som partiordförande den 14 juni 2014. Den 16 juni lämnade Katainen sin avskedsbegäran till republikens president Sauli Niinistö, som biföll den men bad att Katainens regering skulle fortsätta som expeditionsministär tills ett nytt statsråd utnämnts. Den 24 juni tillträdde Stubbs regering.

### EU-kommissionär
Den 18 juni beslutade statsrådet att nominera Katainen till att efterträda Olli Rehn som Finlands EU-kommissionär. Den 16 juli tillstyrkte Europaparlamentet utnämningen för återstoden av Kommissionen Barroso II:s mandatperiod, som sträckte sig fram till november 2014, och den 18 juli tillträdde Katainen uppdraget. I samband med kommissionen Junckers tillträde den 1 november 2014 utnämndes Katainen till vice ordförande med ansvar för jobb, tillväxt, investeringar, konkurrenskraft.

## Privatliv
Jyrki Katainen är gift med Mervi Katainen och har två barn. Förutom sitt modersmål finska talar han flytande svenska, engelska och franska. Katainens hemort är Siilinjärvi i Norra Savolax.
Han springer maraton varje år och hans rekord är på 3 timmar, 54 minuter och 23 sekunder.

## Utmärkelser
- Kommendörstecknet av Finlands Vita Ros’ orden,  6 december 2008[10]
- Militärens förtjänstmedalj,  4 juni 2010[11]
- Stort hederstecken i guld med band av Österrikiska republikens förtjänstorden,  2011[12]
- Storkorset av Finlands Vita Ros’ orden,  6 december 2013[10]
- Terra Mariana-korsets orden, första klass,  9 maj 2014[13]
- Krigsinvalidernas förtjänstkors[14]

[Redigera Wikidata]